# منافسة محتدمة
تنجم المنافسة المحتدمة من ديناميكيات المناورة الإستراتيجية بين المنافسين. وهي حالة تصعيد سريع للمنافسة اعتمادًا على العلاقة بين السعر والجودة والمنافسة من أجل حماية أو اختراق المنتجات أو الأسواق الجغرافية الراسخة اعتمادًا على الأموال العميقة (رأس المال المالي) وإنشاء تحالفات مالية أكثر عمقًا. والمنافسة المحتدمة، والتي غالبًا ما تكون سمة للأسواق والصناعات الجديدة، تحدث عندما تكون التقنيات أو المنتجات المعروضة جديدة للغاية بحيث تكون المعايير والقواعد في حالة تغير مستمر،0 مما يؤدي إلى ظهور ميزات تنافسية، ولا يمكن إدامة الأرباح الناجمة عن تلك الميزات التنافسية. ولأجل المنافسة بغض النظر عن مدى قصر فترة الميزة التنافسية، يمكن أن تقوم الشركات بتنفيذ إستراتيجية اعتمادًا على العثور على الميزات المؤقتة وبنائها من خلال الاضطرابات السوقية بدلاً من محاولة إدامة ميزة غير مستدامة. ومن بين الطرق التي يمكن أن تقوم الشركة بذلك من خلالها استخدام إطار عمل 7S لدافيني D' Aveni للاستجابة لطبيعة السوق شديدة السرعة.

#### الأربعة ساحات للمنافسة المحتدمة:

##### 1- السعر و الجودة
في كتاب مايكل بورتر Maichael Porter ذكر أنه هناك ميزاتين أثنين للمنافسة البسيطة وهي التميز بالسعر التنافسي أو الأختلاف وهذه المميزات التنافسية تعتبر الأبسط وقصيرة المدى أيضاً.
المقصود بالتميز بالسعر أن يكون سعر المنتج أو الخدمة أقل من المنافسين مقارنتاً بين الجودة. وهذه الساحة تشمل 7 متغيرات أستراتيجية للإجراءات منها:
1. محاربة المنافس بالسعر.
2. تحديد وأختيار الموقع في المنافسة حسب السعر.
3. الطريق المتوسط (الحفاظ على الوسط).
4. تغطية جميع الجوانب الخاصة بالمنتج أو الخدمة.
5. محاوطة جميع الجوانب حول السوق وما يتعلق بالمنتج أو الخدمة.
6. التحرك في أتجاه تطوير القيمة السوقية.
7. وتجاوز القيمة الحالية في السوق بأستمرار.

أما الأختلاف هو مثل تطوير شريحة جديدة من المنتج او الخدمة ويكون المنتج منفرداً بهذه الميزة المختلف عن المنافسين وكمثال على ذلك شركة أبل Apple والتي أختلفت بنظام تشغيل متصل بمجيع منتجاتها يدفع مستخدم المنتج الواحد للشركة بحاجة للحصول على المزيد من منتجاتهم لتحقيق التكامل بينهم مثل الساعات الذكية والسماعات اللاسلكية لشركة أبل.

##### 2- التوقيت والمعرفة
هذه الساحة من الأستراتيجية التي تشبه لعبة الشطرنج والتي تعتمد على المراقبة وأتخاذ قرار للحركة بناءاً على المعطيات للوضع الحالي وذلك بعد التفكير في مخاطر وأبعاد القرار, ولتطبيق هذه الأستراتيجية على ساحة المنافسة بالتوقيت والمعرفة قد حدد الكاتب D' Aveni دافيني 6 أساليب متغيرة لهذه الأستراتيجية وهي:
1. الحصول على مميزات الحركة الأولى.
2. التقليد والتحسين من قبل المتابعين.
3. وضع حلول للعوائق والتهديدات المتوقعة.
4. وضع سياسات لتخطي التهديدات والعوائق.
5. التوسع أو إحكام السيطرة بشكل أكبر.
6. التوسع الرأسي عن طريق التكامل وربط المزيد من المميزات بالمنتج او الخدمة.

يعد الوقت عامل مهم لهذه الساحة لأنها تتطلب إتخاذ قرارات سريعة وكذلك يجب أن يكون القرار معتمد على الخبرة للتميز بالخطوة الأولى ومواكبة التقدم السريع بخطط محكمة وتشمل التهدادات والإجراءات الممنهجة لها. لذلك وضع الكاتب 3 شروط لأختيار هذه الساحة للتميز في المنافسة وهم:
1. السرعة.
2. الجدية.
3. التقليد والتطوير.

##### 3- القلعة أو الحصن
أما الساحة الثالثة فتعتمد على التحصين ـ منتج الشركة وموقعها الجغرافي الذي يحظى بحماية أفضل من خلال الحواجز التي تحول دون الدخول والبدائل. وتشمل هذه الحواجز وفورات الحجم، وتمييز المنتجات، والاستثمارات الرأسمالية، وتكاليف التحويل، والوصول إلى قنوات التوزيع، ومزايا التكلفة بخلاف الحجم، والسياسات الحكومية.
وقد حدد دافيني D' Aveni 8 أستراتيجيات لهذه الساحة وهي:
1. بناء الحواجز او موانع التقليد والمنافسة. مثل تسجيل براءة أختراع.
2. التضييق على المنافسين بالميزات التنافسية أو الموقع الجغرافي أو غيرها.
3. أتخاذ ردود فعل قصيرة المدى للتصدي للمنافسة.
4. أستغلال تأخر رد الفعل للمنافس مع الصبر في الرد.
5. التغلب على العوائق.
6. إتخاذ أجراءات تنافسية طويلة المدى.
7. سرعة التعلم وإتخاذ أجراءات تساهم في نشر الرسالة في الداخل والخارج.
8. عدم أستقرار المواجهات.

##### 4- الجيوب العميقة
تصور نظرية المنافسة المفرطة ساحة الجيوب العميقة على أنها لا تعتمد على مزايا لا يمكن تعويضها. تقول وجهات النظر التقليدية إن الشركات الكبيرة تتمتع بالعديد من المزايا العميقة، بما في ذلك هامش أوسع للخطأ، وانتشار عالمي أو وطني، وقوة سياسية، وقوة سوقية، ونفوذ مالي. "توفر المنافسة المفرطة استراتيجيات تقدم المشورة لكل من الشركات الكبيرة ذات الجيوب الكبيرة والمنافس الصغير المرن."